# Rychlořezná ocel

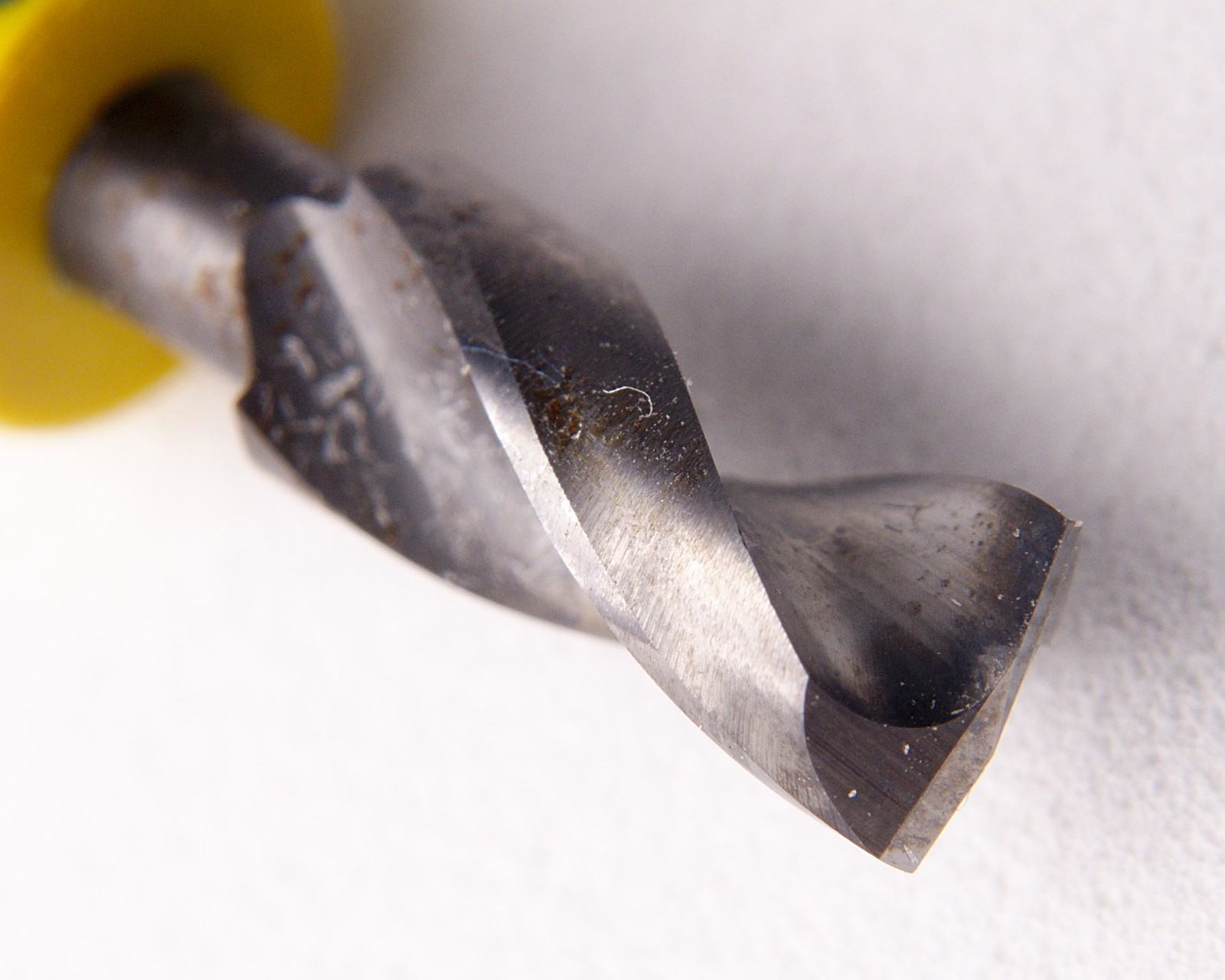
Rychlořezná ocel se používá například na výrobu vrtáků

Rychlořezná ocel (anglicky High speed steel zkracované na označení HSS) je druh oceli určený pro výrobu obráběcích nástrojů namáhaných vysokou teplotou vznikající při vysoké řezné rychlosti při obrábění. Rychlořezná ocel se používá na netvrzenou (nekalenou) ocel a další kovy, k obrábění tvrdších materiálů se používají zejména slinuté karbidy.

## Vlastnosti
Mezi její významné vlastnosti patří vysoká tvrdost a žárupevnost (zůstává tvrdá i po zahřátí). Používá se k výrobě nástrojů jako například pil, pilových pásů, pilových listů, soustružnických nebo hoblovacích nožů, fréz, vrtáků a dalších. Ocel HSS vydrží v místě řezu až 602 °C.
Pro výrobu se používá ocel třídy 19 (podle ČSN), která se dále kalí a popouští. Nevýhodou HSS je nízká životnost, rychlé opotřebení a v neposlední řadě i fakt, že při velkém zahřátí v místě řezu se změní struktura kovu, ocel se začne drolit a je dále nepoužitelná.

## Historie
Rychlořezné oceli vznikly počátkem 20. století a umožnily několikanásobné zvýšení řezné rychlosti a tím i výkonu. Zatímco tehdejší nástrojové oceli ztrácely ostří už při teplotách kolem 200 °C, rychlořezné oceli mohly pracovat až do 600 °C. Proto se ve 20. letech velmi rozšířily a dřívější nástrojové oceli prakticky vytlačily. Už po roce 1933 se však objevily slinuté karbidy a další materiály, které dovolily výkon opět třikrát až čtyřikrát zvýšit. Proto se dnes rychlořezné oceli užívají hlavně na vrtáky, pily a podobně, kdežto soustružnické nože a frézy mají zpravidla karbidová nebo keramická ostří.

## Druhy
Podle ČSN se oceli třídy 19 dělí na:
- uhlíkové (19 0XX–19 299)
- legované (19 300–19 999)

Rychlořezné oceli patří mezi legované (19 8XX), a to zejména wolframem (5–20 %), případně molybdenem, dále chromem (4 %) a vanadem (1–5 %), pro nejvyšší výkony ještě kobaltem (5–10 %).
Rychlořezné oceli Poldi užívaly obchodní označení
- RADECO, RADECO C a RADECO M10, které se dodávaly v broušených polotovarech o průřezu obdélníkovém, čtvercovém, lichoběžném (jako upichovací) a kruhovém. V kusové a dílenské výrobě to byl asi nejběžnější druh soustružnických nožů.
- Maximum, Maximum special v různých variantách.[1]

Mezinárodní zkratky dle anglického pojmenování
- HSS
- HSSE
- HSS Co5 (s 5 % kobaltu)
- HSS Co8 (s 8 % kobaltu)
- HSS Co10 (s 10 % kobaltu)
- HSS-G
- HSS-R